# Pilões (kommun i Brasilien, Rio Grande do Norte)
Pilões är en kommun i Brasilien.   Den ligger i delstaten Rio Grande do Norte, i den östra delen av landet, 1 500 km nordost om huvudstaden Brasília. Antalet invånare är 3 453.
Omgivningarna runt Pilões är huvudsakligen savann. Runt Pilões är det ganska glesbefolkat, med 34 invånare per kvadratkilometer.